# László Lajtha
László Lajtha (født 30. juni 1892 i Budapest, Ungarn, død 16. februar 1963) var en ungarsk komponist og dirigent.
Han hører til en af de betydeligste ungarske komponister i den moderne musik efter Béla Bartók og Zoltán Kodály.
Lajtha studerede på Musikakademiet i Budapest og i Leipzig, Genève og i Paris, hvor han fik Vincent d'Indy som lærer.
Lajtha begyndte i 1919 at undervise på Musikkonservatoriet i Budapest og gik stærkt ind for ungarsk folkemusik.
Han har skrevet 10 symfonier, som er meget originale og bemærkelsesværdige. Han skrev også orkesterværker, 10 strygekvartetter, 3 balletter og en operette etc.

## Udvalgte værker
- Symfoni nr. 1 (1936) - for orkester
- Symfoni nr. 2  (1938) - for orkester
- Symfoni nr. 3 (fra filmen : "Mord i katedralen") (1948) - for orkester
- Symfoni nr. 4 "Foråret" (1951) - for orkester
- Symfoni nr. 5 (1952) (dedikeret til Henry Barraud) - for orkester
- Symfoni nr. 6 (1955) - for orkester
- Symfoni nr. 7 "efterår" (1957) - for orkester
- Symfoni nr. 8 (1959) - for orkester
- Symfoni nr. 9 (1961) - for orkester
- Symfoni "Les Uni" (1941) - for strygeorkester, harpe og slagtøj
- Sinfonietta nr. 1 (1946) - for strygeorkester
- Sinfonietta nr. 2 (1956) - for strygeorkester
- 10 Strygerkvartetter (1923-1953)
- "Lysistrata" (1933) - ballet
- "De fire guders lund" (1943) - ballet
- "Capriccio" (1944) - ballet
- "Den blå hat" (1950) - operette